# Heliura postcoeruleum
Heliura postcoeruleum är en fjärilsart som beskrevs av Rothschild 1912. Heliura postcoeruleum ingår i släktet Heliura och familjen björnspinnare. Inga underarter finns listade i Catalogue of Life.